# Codici ICAO T

## TA - Antigua e Barbuda
- TAPA (Codice IATA = ANU) Aeroporto V.C. BIRD INTERNATIONAL, Antigua / Saint John's 17°08′N 47°34′W (sito informativo)
- TAPH Aeroporto civile, Codrington (Barbuda)
- TAPT Aeroporto civile, Coco Point Lodge (Barbuda)

## TB - Barbados
- TBPB (Codice IATA = BGI) Aeroporto Grantley Adams International Airport, Bridgetown
- TBPO Aeroporto civile, Bridgetown City

## TD - Dominica
- TDCF (Codice IATA = DCF) Aeroporto civile, Dominica Cane Field
- TDPD (Codice IATA = DOM) Aeroporto MELVILLE HALL, Dominica
- TDPR Aeroporto civile, Rosseau

## TF - Guadalupa
- TFFA (Codice IATA = DSD) Aeroporto Anse, La Desirade Grande
- TFFB (Codice IATA = BBR) Aeroporto civile, Basse Terre
- TFFC (Codice IATA = SFC) Aeroporto civile, Saint Francois
- TFFF (Codice IATA = FDF) Aeroporto della Martinica Aimé Césaire, Fort de France, Martinica
- TFFG (Codice IATA = SFG) Aeroporto L'Espérance, Saint Martin
- TFFJ (Codice IATA = SBH) Aeroporto civile, Saint-Barthélemy
- TFFM (Codice IATA = GBJ) Aeroporto Grand Bourg, Marie Galante
- TFFR (Codice IATA = PTP) Aeroporto Internazionale di Pointe-à-Pitre
- TFFS (Codice IATA = LSS) Aeroporto civile, Les Saintes/terre-de-Haut

## TG - Grenada
- TGPG (Codice IATA = GND) Aeroporto civile, St. Georges
- TGPY Aeroporto civile, Point Salines

## TI - Isole Vergini Americane
- TIST (Codice IATA = STT) Aeroporto Cyril E. King, Saint Thomas Island (VI)

## TJ - Porto Rico
- TJAB (IATA: ARE) Aeroporto Antonio (Nery) Juarbe Pol, Arecibo
- TJBQ (BQN) Aeroporto Rafael Hernández, Borinquen, Aguadilla
- TJCG (VQS) Aeroporto Antonio Rivera Rodríguez, Vieques
- TJCP (CPX) Aeroporto Benjamín Rivera Noriega, Culebra
- TJFA (FAJ) Aeroporto Diego Jiménez Torres, Fajardo
- TJFF Base aerea Ramey, Aguadilla (chiusa e riaperta come aeroporto civile di Aguadilla)
- TJIG (SIG) Aeroporto Fernando Luis Ribas Dominicci, Isla Grande, San Juan
- TJMZ (MAZ) Aeroporto Eugenio María de Hostos, Mayagüez
- TJNR Base aerea Roosevelt Roads, Ceiba (non operativa)
- TJPS (PSE) Aeroporto Mercedita, Ponce
- TJSJ (SJU) Aeroporto internazionale Luis Muñoz Marín, Isla Verde, San Juan

## TK - Saint Kitts e Nevis
- TKPK Aeroporto Internazionale Robert L. Bradshaw, Basseterre
- TKPK Aeroporto civile, Golden Rock -  Saint Kitts And Nevis
- TKPN Aeroporto civile, Charlestown Newcastle

## TL - Saint Lucia
- TLPC (Codice IATA = SLU) Aeroporto Vigie, Castries
- TLPL (Codice IATA = UVF) Aeroporto Hewanorra, Vieux Fort

## TN - Regno dei Paesi Bassi, Aruba
- TNCA (Codice IATA = AUA) Aeroporto Internazionale Queen Beatrix, Aruba 12°30′N 70°01′W (sito informativo)
- TNCB (Codice IATA = BON) Aeroporto Flamingo Airport, Bonaire / Kralendijk
- TNCC (Codice IATA = CUR) Aeroporto Internazionale di Hato, Curaçao / Willemstad
- TNCE (Codice IATA = EUX) Aeroporto F.D. Roosevelt, Saint Eustatius
- TNCM (Codice IATA = SXM) Aeroporto Internazionale Principessa Juliana, St.Maarten
- TNCS (Codice IATA = SAB) Aeroporto Yrausquin, Saba

## TQ - Anguilla
- TQPF Aeroporto Wall Blake, Anguilla

## TR - Montserrat
- TRPM Aeroporto Blackburne, Plymouth

## TT - Trinidad e Tobago
- TTCP (Codice IATA = TAB) Aeroporto Internazionale ANR Robinson, Crown Point[1]
- TTPP (Codice IATA = POS) Aeroporto Internazionale di Piarco, Piarco[2]
- TTPS  Aeroporto Port of Spain International, Port of Spain
- TTPT Aeroporto civile, Tobago

## TU - Isole Vergini britanniche
- TUPJ (Codice IATA = EIS) Aeroporto civile, Tortola / Beef Island
- TUPW (Codice IATA = VIJ) Aeroporto Valley, Virgin Gorda

## TV - Saint Vincent e Grenadine
- TVSA (Codice IATA = SVD) Aeroporto Internazionale di Argyle
- TVSB Aeroporto civile, Bequia
- TVSC (Codice IATA = CIW) Aeroporto civile, Canouan Island
- TVSM Aeroporto civile, Mustique Island
- TVSU (Codice IATA = UNI) Aeroporto civile, Union Island
- TVSU Aeroporto civile, Kingstown E.t. Joshua
- TVSV Aeroporto civile, Arnos Vale

## TX - Bermuda
- TXKF (Codice IATA = BDA) Aeroporto Internazionale L. F. Wade, Bermuda[3]